# Staro Petrovo Selo
Staro Petrovo Selo è un comune della Croazia di 6 352 abitanti della regione di Brod e della Posavina.